# Kastell Lostmarc'h
Kastell Lostmarc'h est un site archéologique de type éperon barré datant de l'Âge du fer, situé sur la  pointe de Lostmarc'h à Crozon, dans le département du Finistère, en Bretagne, en France.

## Toponymie
Le toponyme breton Kastell désigne le château évoqué par l'éperon barré. Lostmarc'h signifie littéralement la queue de cheval, en référence aux rochers de l'extrémité de la pointe. Le cheval dans la culture bretonne est à rapprocher de la divinité marine de Poséidon qui apparaît sous la forme d'un cheval et trahit l'archétype indo-européen de l'opposition entre les eaux et un héros qui vainc leur résistance.

## Historique
Le site est mentionné pour la première fois en 1876 par René-François Le Men comme oppidum. Il correspond à « un gisement ferrifère relativement riche » et comprend les vestiges de deux dolmens et d'un poste de gardes-côtes daté du XVIIe siècle. Le site est inscrit au titre des monuments historiques par arrêté du 27 mars 1980.

## Description
L'éperon barré est situé en contrebas d'une forte pente à l'extrémité de la pointe de Lostmarc'h. Il est fortifié par une double ligne de remparts en terre, de 2 à 3 m de hauteur, et deux fossés demeurés en bon état et encore très bien visibles. Selon Pierre-Roland Giot, des tessons de céramique datés de l'Âge du fer ont été trouvés en surface près des retranchements.